# Bellefontaine (Val-d'Oise)
Pour les articles homonymes, voir Bellefontaine.
Bellefontaine est une commune française située dans le département du Val-d'Oise, en région Île-de-France.
Ses habitants sont appelés les Bellifontains.

## Géographie

### Description
Bellefontaine  est un village situé dans la vallée de l'Ysieux, au nord de la plaine de France, à l'orée de la forêt de Chantilly et à environ 30 km au nord de Paris
La commune est adhérente du parc naturel régional Oise-Pays de France et est traversé par la Via Turonensis (GR 655).
Elle se situe au nord du Val-d'Oise, pratiquement à la limite avec l'département de l'Oise, dans la vallée de l'Ysieux et sur l'ancienne RN 922 (actuelle RD 922), à côté de Fosses et à une distance orthodromique de 28,5 km au nord-nord-est de Paris.

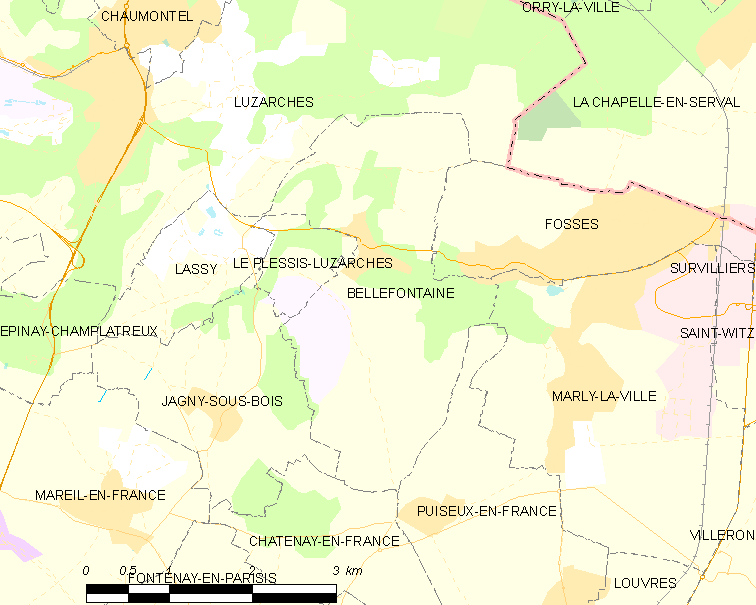
Carte de la commune.
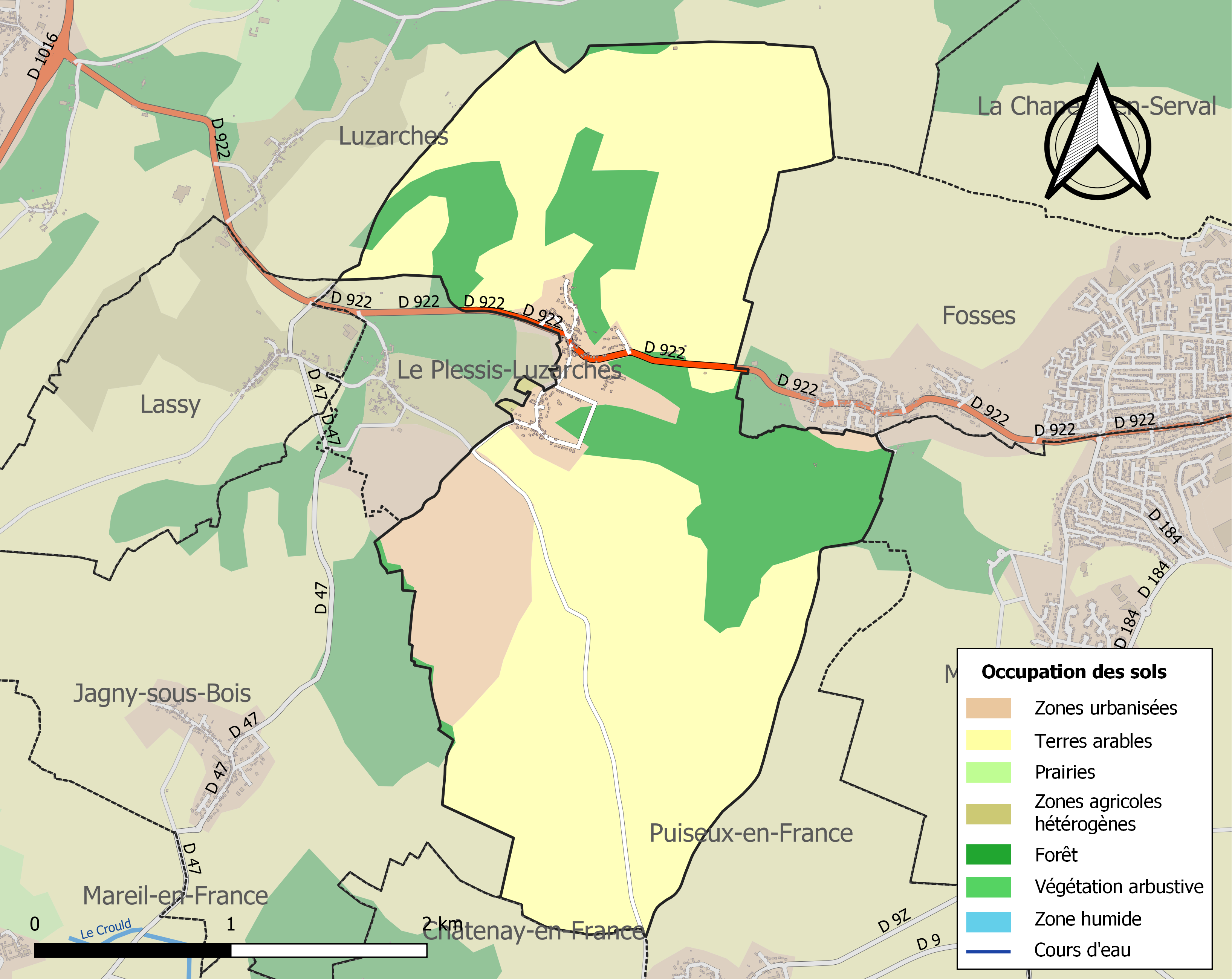
Occupation des sols.

### Communes limitrophes
Les communes limitrophes sont Luzarches, Le Plessis-Luzarches, Châtenay-en-France, Fosses, Jagny-sous-Bois, Marly-la-Ville et Puiseux-en-France.
|                      | Luzarches                  |                       |
| Le Plessis-Luzarches | Bellefontaine (Val-d'Oise) | Fosses Marly-la-Ville |
| Jagny-sous-Bois      | Châtenay-en-France         | Puiseux-en-France     |

Bellefontaine compte sept communes limitrophes. Luzarches, commune la plus étendue du département, côtoie Bellefontaine au nord, bien que cette ville se situe à l'ouest de Bellefontaine. La petite commune du Plessis-Luzarches arrive presque jusqu'au carrefour au centre de Bellefontaine, la limite entre les deux villages étant représentée ici par la RD 922. En revanche, Bellefontaine arrive jusque devant les dernières maisons au nord du vieux village de Fosses. Près d'ici, se trouve la limite commune avec Marly-la-Ville, qui ne représente que 660 m. Ceci s'explique par une incursion de Puiseux-en-France vers le nord, avec une frange de terrain assez étroite. Au sud, la limite commune avec Châtenay-en-France ne représente que 8 400 m.

### Topographie

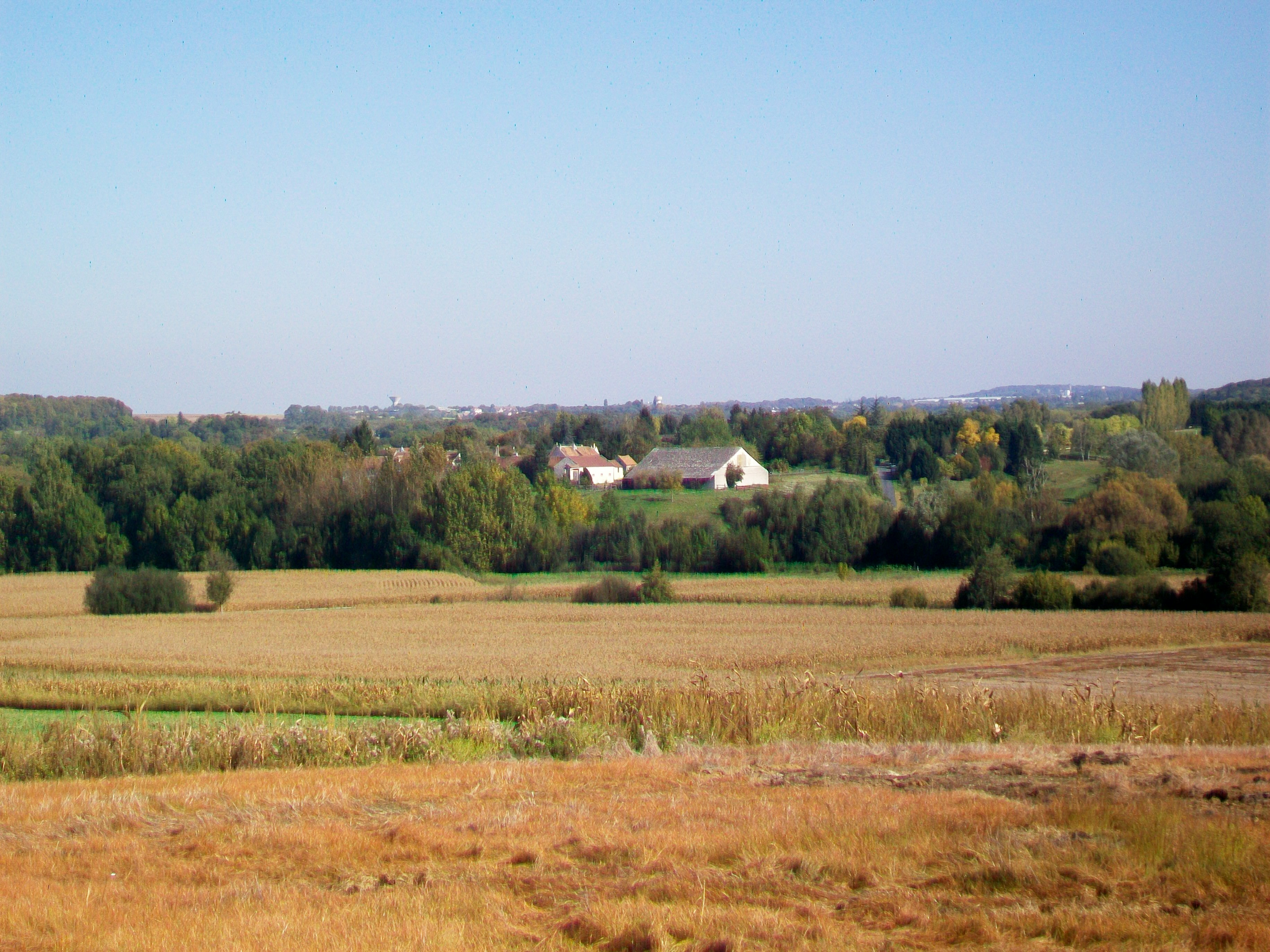
Vue sur le village.

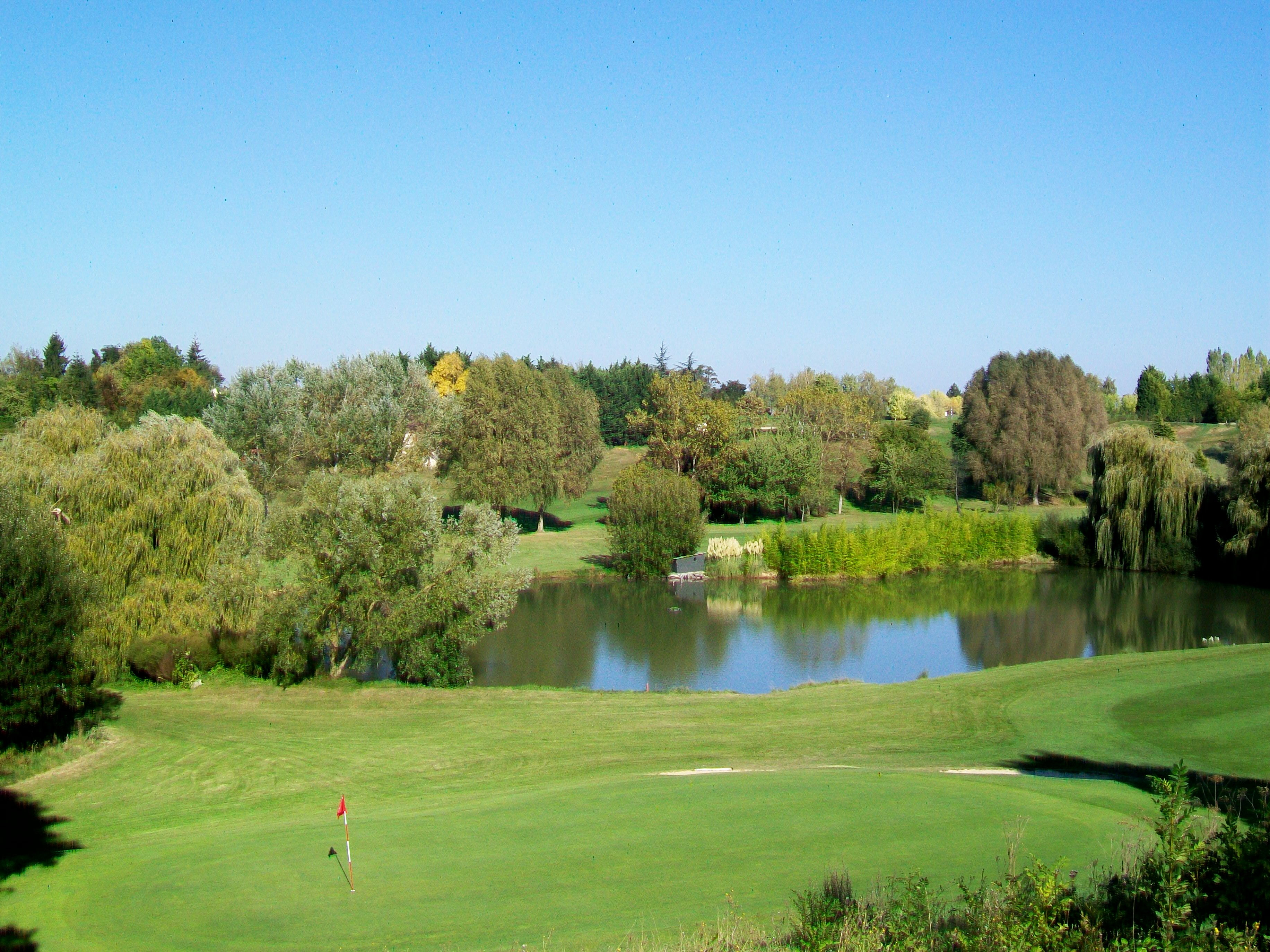
Étang au golf de Plessis-Bellefontaine.

Le paysage est marqué par la vallée de l'Ysieux, orientée est-ouest, où coule le petit ruisseau qui prend sa source à Fosses, et qui est alimenté au fur et à mesure par une multitude de petites sources et de courts ruisseaux, insuffisants toutefois pour lui donner de l'envergure. Le passage de l'Ysieux s'accompagne donc de prés humides, marécages et anciennes cressonnières, abandonnées depuis le début des années 1970.
Le point le plus bas de la commune se situe à l'endroit où l'Ysieux quitte le territoire communal, à 59 m au-dessus du niveau de la mer. Le terrain monte vers le nord, en direction de la forêt de Chantilly, mais plus encore vers le sud, vers la plaine de France, qui cumule à 139 m sur le territoire de Bellefontaine. Des vallons secondaires animent le relief, et des petits bois sont parsemés dans le paysage particulièrement bien préservé ici.
Sur les hauteurs, la vue s'étend sur l'ensemble des communes environnantes. Le golf du Plessis-Bellefontaine occupe un site entre le bois de Jagny et les deux villages, rappelant un vaste jardin à l'anglaise. De nombreux chemins ruraux se prêtent à la randonnée pédestre, si bien au nord qu'au sud de la vallée de l'Ysieux. Bellefontaine est membre à part entière du parc naturel régional Oise-Pays de France créé par décret du 13 janvier 2004.

### Climat
Pour des articles plus généraux, voir Climat de l'Île-de-France et Climat du Val-d'Oise.
En 2010, le climat de la commune est de type climat océanique dégradé des plaines du Centre et du Nord, selon une étude du CNRS s'appuyant sur une série de données couvrant la période 1971-2000. En 2020, Météo-France publie une typologie des climats de la France métropolitaine dans laquelle la commune est dans une zone de transition entre le climat océanique et le climat océanique altéré et est dans la région climatique Sud-ouest du bassin Parisien, caractérisée par une faible pluviométrie, notamment au printemps (120 à 150 mm) et un hiver froid (3,5 °C).
Pour la période 1971-2000, la température annuelle moyenne est de 11 °C, avec une amplitude thermique annuelle de 14,8 °C. Le cumul annuel moyen de précipitations est de 703 mm, avec 11,9 jours de précipitations en janvier et 8,2 jours en juillet. Pour la période 1991-2020, la température moyenne annuelle observée sur la station météorologique la plus proche, située sur la commune de Saint-Witz à 7 km à vol d'oiseau, est de 11,9 °C et le cumul annuel moyen de précipitations est de 676,8 mm,. Pour l'avenir, les paramètres climatiques de la commune estimés pour 2050 selon différents scénarios d'émission de gaz à effet de serre sont consultables sur un site dédié publié par Météo-France en novembre 2022.

## Urbanisme

### Typologie
Au 1er janvier 2024, Bellefontaine est catégorisée bourg rural, selon la nouvelle grille communale de densité à sept niveaux définie par l'Insee en 2022.
Elle est située hors unité urbaine. Par ailleurs la commune fait partie de l'aire d'attraction de Paris, dont elle est une commune de la couronne,. Cette aire regroupe 1 929 communes,.

### Voies de communication et transports
La distance routière de la capitale est de 41 km par Fosses, la RD 317, la RD 16 et l'autoroute A1 via le connecteur no 7 à Saint-Witz. L'aéroport Roissy-Charles-de-Gaulle est à 18 km par le même itinéraire. Luzarches, à l'ouest, est éloigné de 4,3 km, et la gare de Survilliers - Fosses, à l'ouest, de 4,7 km.
Bellefontaine est desservi par la ligne 95-10 du réseau de bus Haut Val-d'Oise, qui, le matin et le soir, établit la correspondance avec le RER D à Goussainville, à raison de deux aller-retours par jour du lundi au vendredi. Le terminus de la ligne R2 « Fosses / Mairie-annexe » du réseau de bus Roissy Ouest, fréquemment desservi du lundi au samedi, est éloigné de 1,8 km.

## Toponymie
Bella fontana en 1174, Bellus fons en 1220.
Le nom de Bellefontaine provient du latin bella fontana, belle source.

## Histoire

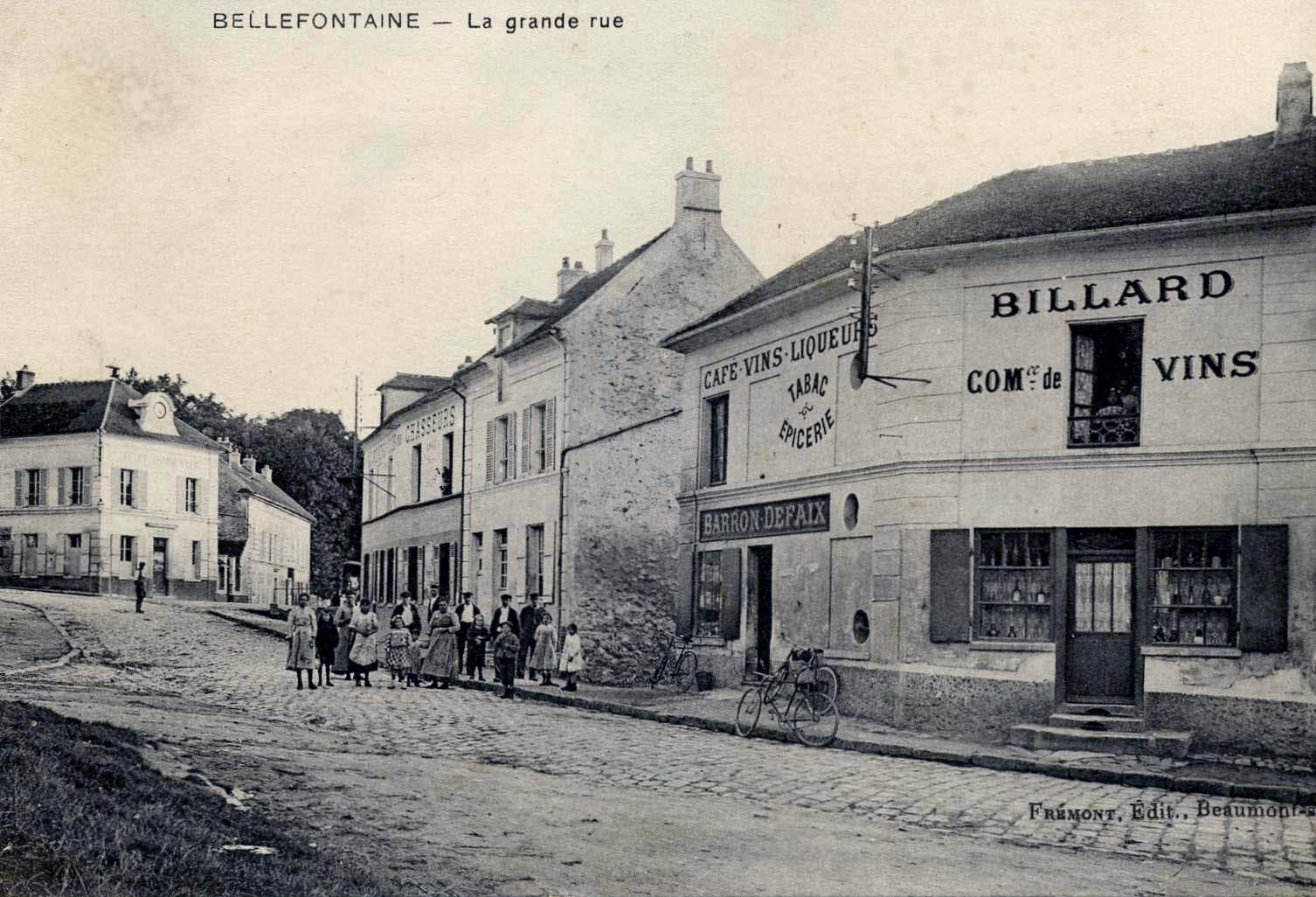
Bellefontaine - La Grande-Rue vers 1900.

Le site est occupé dès l'époque néolithique comme l'atteste la découverte de sept sites sur son territoire. Plusieurs mégalithes et outils en silex ont été mis au jour. Le village dépend au Moyen Âge de la châtellenie de Luzarches jusqu'au XIIIe siècle, puis devient une seigneurie de Juvénal des Ursins, prévôt des marchands de Paris, et enfin des Molé au XVIIIe siècle[réf. nécessaire].

### Le fief hospitalier de Boissonnet
Il y avait sur le territoire de Bellefontaine une ferme avec ses terres qui appartenait aux Hospitaliers de l'ordre de Saint-Jean de Jérusalem, appelé fief de Boissonnet, qui dépendait de la commanderie de Puiseux. Le fief appartenait, en 1735, au conseiller du roi au parlement de Paris, André de Pommereu, par l'intermédiaire de sa femme de Gourgue.
Elle consistait en une vingtaine d'arpents de terre. Le commandeur de Puiseux exerçait la haute, moyenne et basse justice sur le fief.

## Politique et administration

### Rattachements administratifs et électoraux
Rattachements administratifs
Antérieurement à la loi du 10 juillet 1964, la commune faisait partie du département de Seine-et-Oise. La réorganisation de la région parisienne en 1964 fit que la commune appartient désormais au département du Val-d'Oise et à son arrondissement de Sarcelles après un transfert administratif effectif au 1er janvier 1968.
Elle faisait partie depuis 1793 du canton de Luzarches. Dans le cadre du redécoupage cantonal de 2014 en France, cette circonscription administrative territoriale a disparu, et le canton n'est plus qu'une circonscription électorale.
Bellefontaine fait partie de la juridiction d’instance de Gonesse (depuis la suppression du tribunal d'instance d'Écouen en février 2008), et de grande instance ainsi que de commerce de Pontoise,.
Rattachements électoraux
Pour les élections départementales, la commune est membre depuis 2014 du canton de Fosses.
Pour l'élection des députés, elle fait partie de la neuvième circonscription du Val-d'Oise.

### Intercommunalité
Bellefontaine était membre de la communauté de communes du pays de France, un établissement public de coopération intercommunale (EPCI) à fiscalité propre créé fin 1993 et auquel la commune avait transféré un certain nombre de ses compétences, dans les conditions déterminées par le code général des collectivités territoriales.
Dans le cadre des dispositions de la loi portant nouvelle organisation territoriale de la République du 7 août 2015, qui prévoit que les établissements publics de coopération intercommunale (EPCI) à fiscalité propre doivent avoir un minimum de 15 000 habitants, cette intercommunalité a fusionné avec sa voisine pour former, le 1er janvier 2017, la nouvelle communauté de communes Carnelle Pays de France dont est désormais membre la commune.

### Liste des maires
| Période                                  | Période  | Identité                 | Étiquette | Qualité |
| ---------------------------------------- | -------- | ------------------------ | --------- | --- |
| Les données manquantes sont à compléter. |          |                          |           | |
| 1803                                     | 1812     | Louis Guillaume Duchesne |           | |
| mai 1925                                 |          | Désiré Martin            |           | |
| vers 1986                                |          | Rémy Hervin              | RPR       | |
|                                          |          | Roger Gravet             |           | |
| avant 1995                               | ?        | Michel Arnould           |           | |
|                                          |          |                          |           | |
| mars 2001                                | 2014     | Alain Rincheval          |           | Enseignant retraité |
| mars 2014,                               | En cours | Jean-Noël Duclos         |           | Retraité de la fonction publique hospitalière Vice-président de la CC du pays de France (2014 → 2016) Vice-président de la CC Carnelle Pays de France (2017 → ) Réélu pour le mandat 2020-2026 |

## Population et société

### Démographie
L'évolution du nombre d'habitants est connue à travers les recensements de la population effectués dans la commune depuis 1793. Pour les communes de moins de 10 000 habitants, une enquête de recensement portant sur toute la population est réalisée tous les cinq ans, les populations de référence des années intermédiaires étant quant à elles estimées par interpolation ou extrapolation. Pour la commune, le premier recensement exhaustif entrant dans le cadre du nouveau dispositif a été réalisé en 2005.

En 2022, la commune comptait 471 habitants, en évolution de −2,48 % par rapport à 2016 (Val-d'Oise : +4 %, France hors Mayotte : +2,11 %).
| 1793 | 1800 | 1806 | 1821 | 1831 | 1836 | 1841 | 1846 | 1851 |
| ---- | ---- | ---- | ---- | ---- | ---- | ---- | ---- | ---- |
| 265  | 273  | 270  | 237  | 244  | 227  | 226  | 239  | 199  |

| 1856 | 1861 | 1866 | 1872 | 1876 | 1881 | 1886 | 1891 | 1896 |
| ---- | ---- | ---- | ---- | ---- | ---- | ---- | ---- | ---- |
| 231  | 258  | 266  | 220  | 191  | 208  | 206  | 200  | 200  |

| 1901 | 1906 | 1911 | 1921 | 1926 | 1931 | 1936 | 1946 | 1954 |
| ---- | ---- | ---- | ---- | ---- | ---- | ---- | ---- | ---- |
| 195  | 194  | 220  | 184  | 187  | 191  | 179  | 285  | 207  |

| 1962 | 1968 | 1975 | 1982 | 1990 | 1999 | 2005 | 2006 | 2010 |
| ---- | ---- | ---- | ---- | ---- | ---- | ---- | ---- | ---- |
| 246  | 300  | 314  | 317  | 474  | 485  | 476  | 468  | 432  |

| 2015 | 2020 | 2022 | - | - | - | - | - | - |
| ---- | ---- | ---- | - | - | - | - | - | - |
| 482  | 473  | 471  | - | - | - | - | - | - |

### Sports
Le golf de Bellefontaine propose un parcours vallonné de 27 trous et 35 postes de practice sur une superficie totale de 153 hectares (le tarif indicatif du green-fee 18 trous le week-end est de 46 €).

## Culture locale et patrimoine

### Lieux et monuments

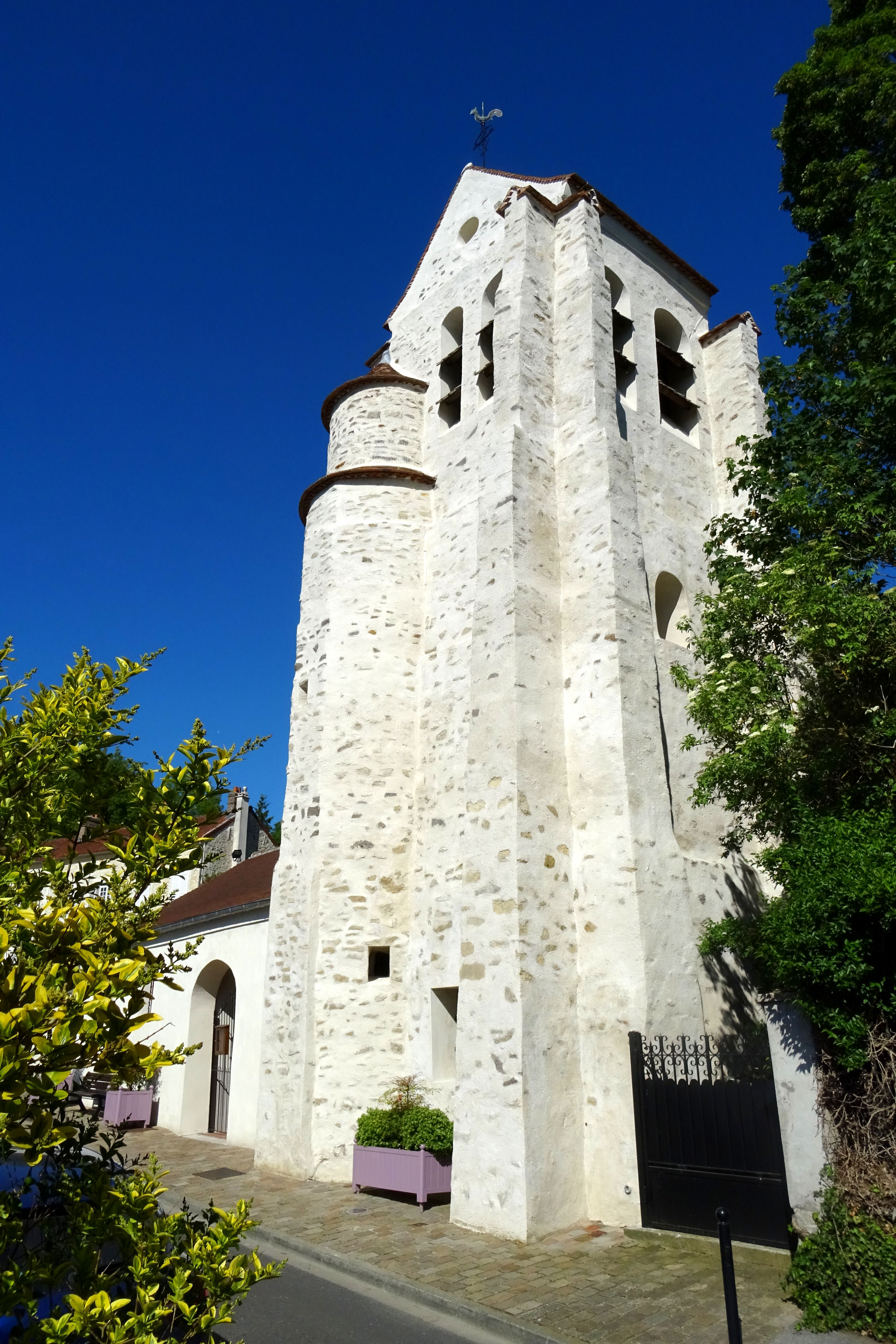
La tour de l'église Saint-Nicolas.

Bellefontaine ne compte aucun Monument historique inscrit ou classé. On peurt néanmoins signaler :
- L'église Saint-Nicolas, rue du Tourneveau

Elle est mentionnée dès le XIIe siècle et a été remanié au XVIe siècle. Les façades ne présentent aucune décoration et sont d'une grande simplicité, avec des fenêtres plein cintre et des contreforts couvert sur le sommet par des tuiles plates, à l'instar des toitures. Les murs sont en moellons noyés dans un abondant mortier, avec absence totale de pierres d'apparat. Le bâtiment est orienté nord-sud-est - sud-nord-ouest. Les éléments méritant l'attention à l'extérieur sont le massif clocher et le narthex, appentis accolé à la façade occidentale, pour sa fine grille en fer forgé. Le clocher est implanté devant l'angle sud-ouest de la nef. Il est coiffé d'un toit en bâtière et appuyé par deux contreforts à chaque angle, structurés par un larmier à la hauteur du sol de l'étage supérieur. Cet étage abrite les cloches et est percée de deux baies abat-son sous plein cintre de chaque côté. Une tourelle d'escalier ronde flanque le clocher au nord-ouest ; elle est également structurée par un larmier à la même hauteur que les contreforts et se rajeunit au-delà, peu avant son toit en poivrière. - La nef aveugle à deux travées est accompagnée de deux bas-côtés avec lesquelles elle forme un seul corps ; le toit est en pente continue. Les croisillons du transept se divisent également en deux travées, plus étroites. - L'église conserve un beau vitrail au-dessus de l'autel de la Vierge, représentant l'arbre de Jessé et consacré en 1524. La partie basse du vitrail se trouvait en mauvais état vers le milieu du XIXe siècle et a été remplacée en 1871 par une reproduction non fidèle à l'original. Les autres vitraux du chœur sont de 1878,.
- Le château de Bellefontaine, dans un vaste parc au sud de la RD 922

Faisant aujourd'hui partie de la maison de retraite des artisans établi sur son ancien domaine, ce petit château de style classique peut être considéré comme construction du XIXe siècle. Il s'agit plus concrètement d'une partie du corps central d'un grand édifice à deux cours, séparées par des pavillons et entourées de fossés, construit au second quart du XVIIe siècle pour Barnabé Maynard, conseiller et maître d'hôtel du roi. Ce château avait déjà été le fruit de la reconstruction d'un château plus ancien, mais une estampe de 1784 le présente déjà en ruine. Les ailes latérales ont été démolies par la suite, et le bâtiment subsistant a été restauré et remanié en 1840. C'est à cette occasion que les deux faux avant-corps ont été ajoutés à gauche et à droite,. Dans le parc, se trouvent toujours les anciennes écuries, de la même architecture que le château, et conservées dans un état proche de celui d'origine.
- Le colombier du château, RD 922

Sa partie basse date encore de la seconde moitié du XVIe siècle. Sa situation à l'écart de l'ancienne ferme du château est inhabituelle pour la région, mais il y avait toutefois une allée d'accès au château passant à côté du colombier, et il formait jadis un ensemble avec l'« auditoire » ou salles de justice (aujourd’hui disparu), construit par le seigneur vers le milieu du XVIIe siècle. Le diamètre du colombier est considérable ; il était directement fonction de la surface des terres que le seigneur possédait. Ainsi, lorsque la ferme avec le colombier fut vendu en 1769, le nouveau propriétaire devait s'engager de désaffecter partiellement le colombier jusqu'à avoir acquis suffisamment de terres. L'intérieur est toujours divisé par un plancher intermédiaire, et une partie des boulins est bouchée.
- Le monument aux morts, au carrefour RD 922 / rue du Tourneveau / rue de Sire-Martin

Ce monument rend hommage aux soldats morts pour la France lors de la Première Guerre mondiale. Sur une base qui reprend l'obélisque habituel de la plupart des monuments aux morts en milieu rural, fut érigée une statue représentant Marianne. Elle est vêtue d'un long habit descendant au-delà des pieds et coiffé du bonnet phrygien, avec une couronne de laurier autour de la tête, symbole de la victoire. Le regard est dirigé vers le bas, en direction du passant contemplant le monument. De son bras gauche, la Marianne tient un drapeau qui se déploie derrière son torse, non porté par le vent. La statue est blanchie à l'instar de l'ensemble du monument et ne semble pas être sculptée dans la pierre ; il s'agit vraisemblablement d'un objet fabriqué en série de façon industrielle.

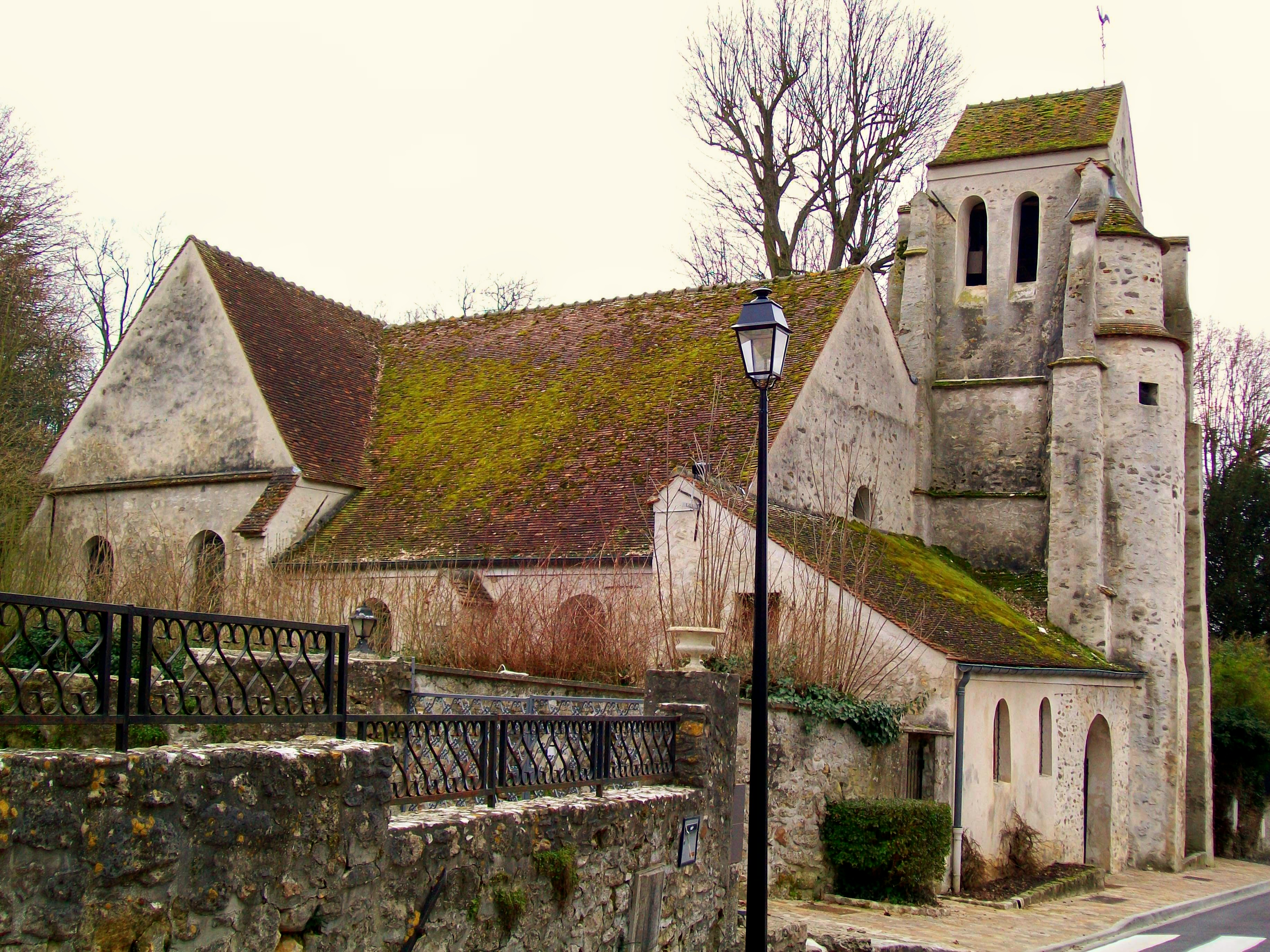
L'église Saint-Nicolas depuis le nord.
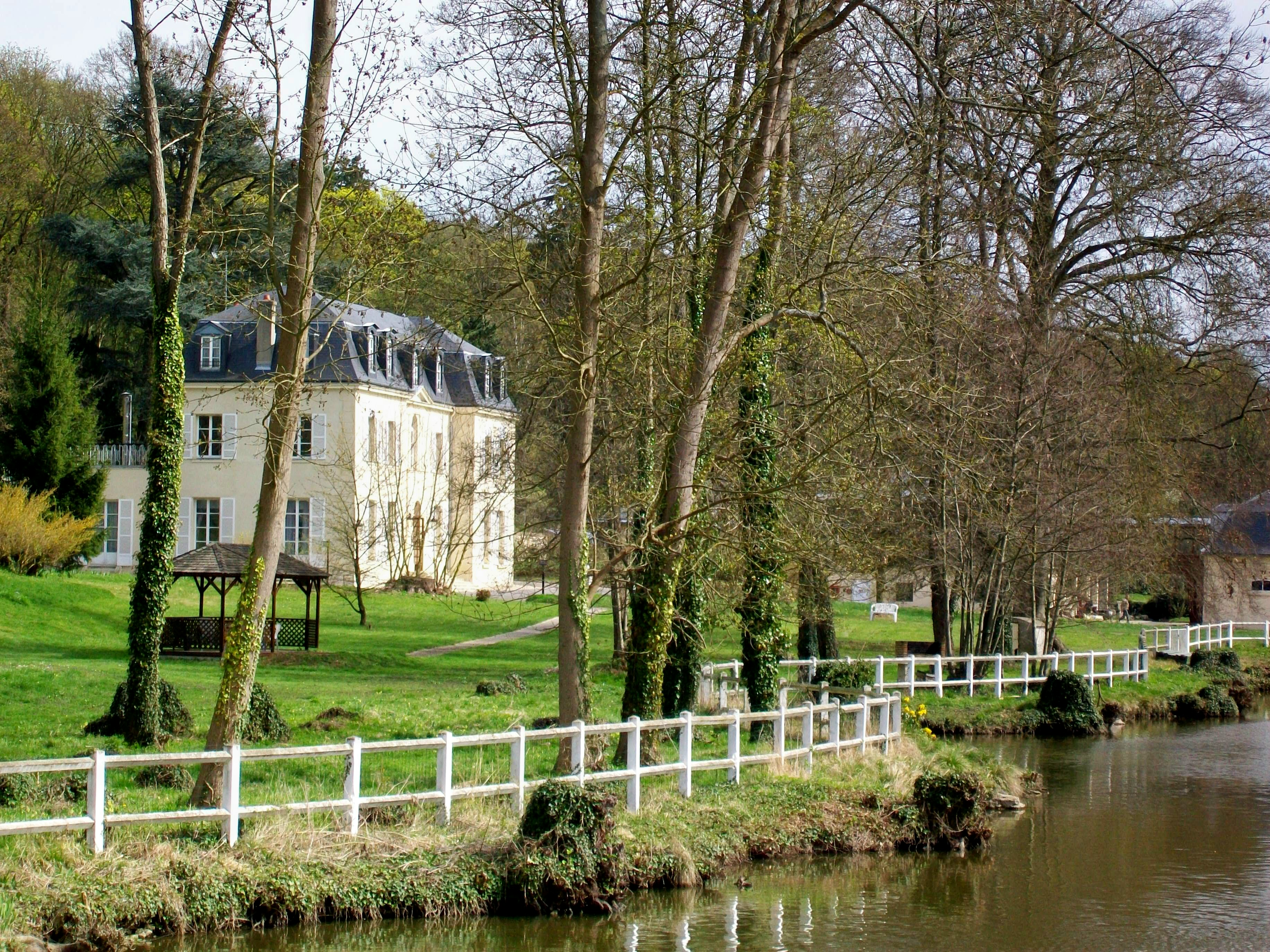
Le château de Bellefontaine et le plan d'eau du parc.
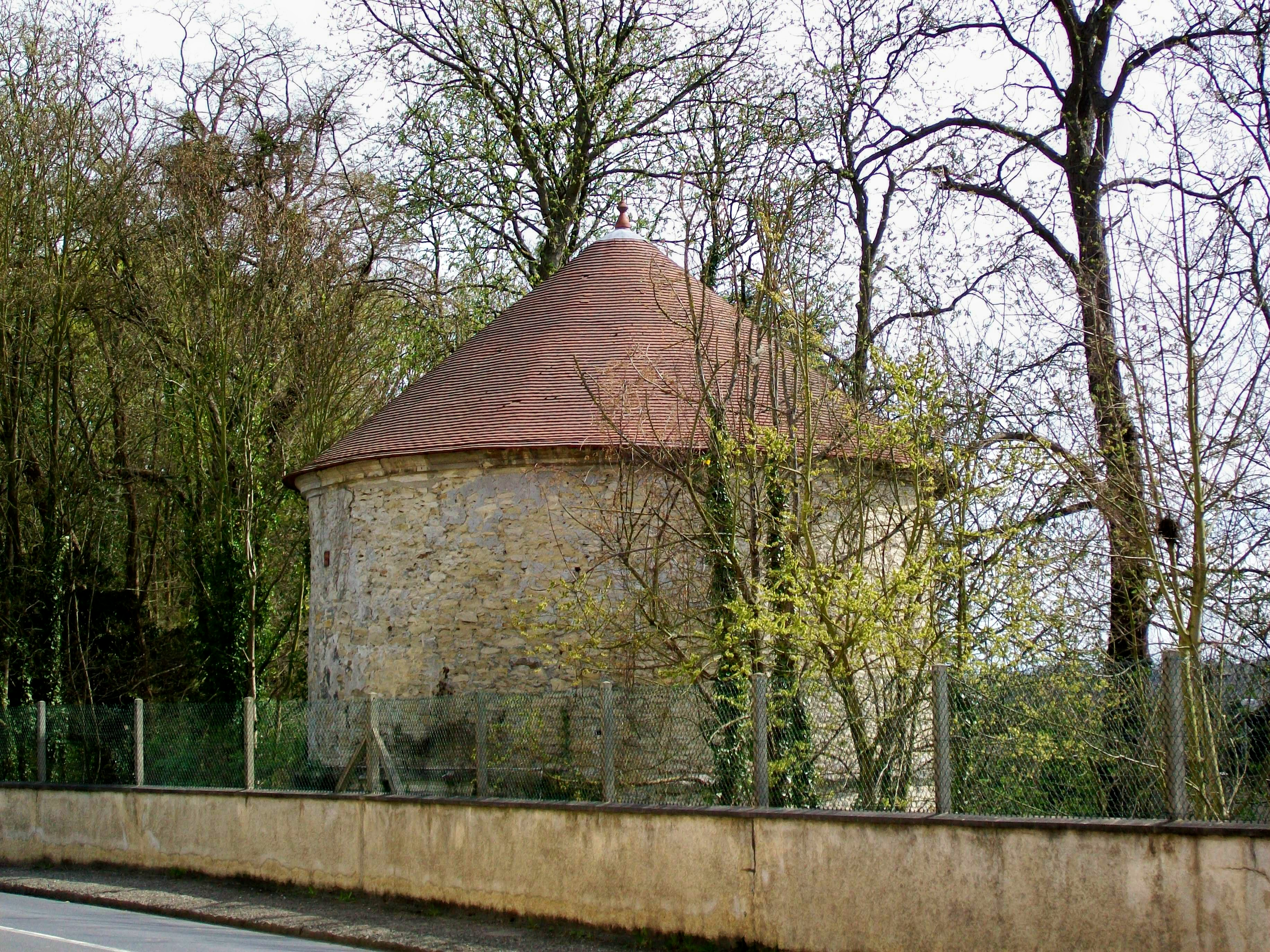
Le colombier du château sur la RD 922.
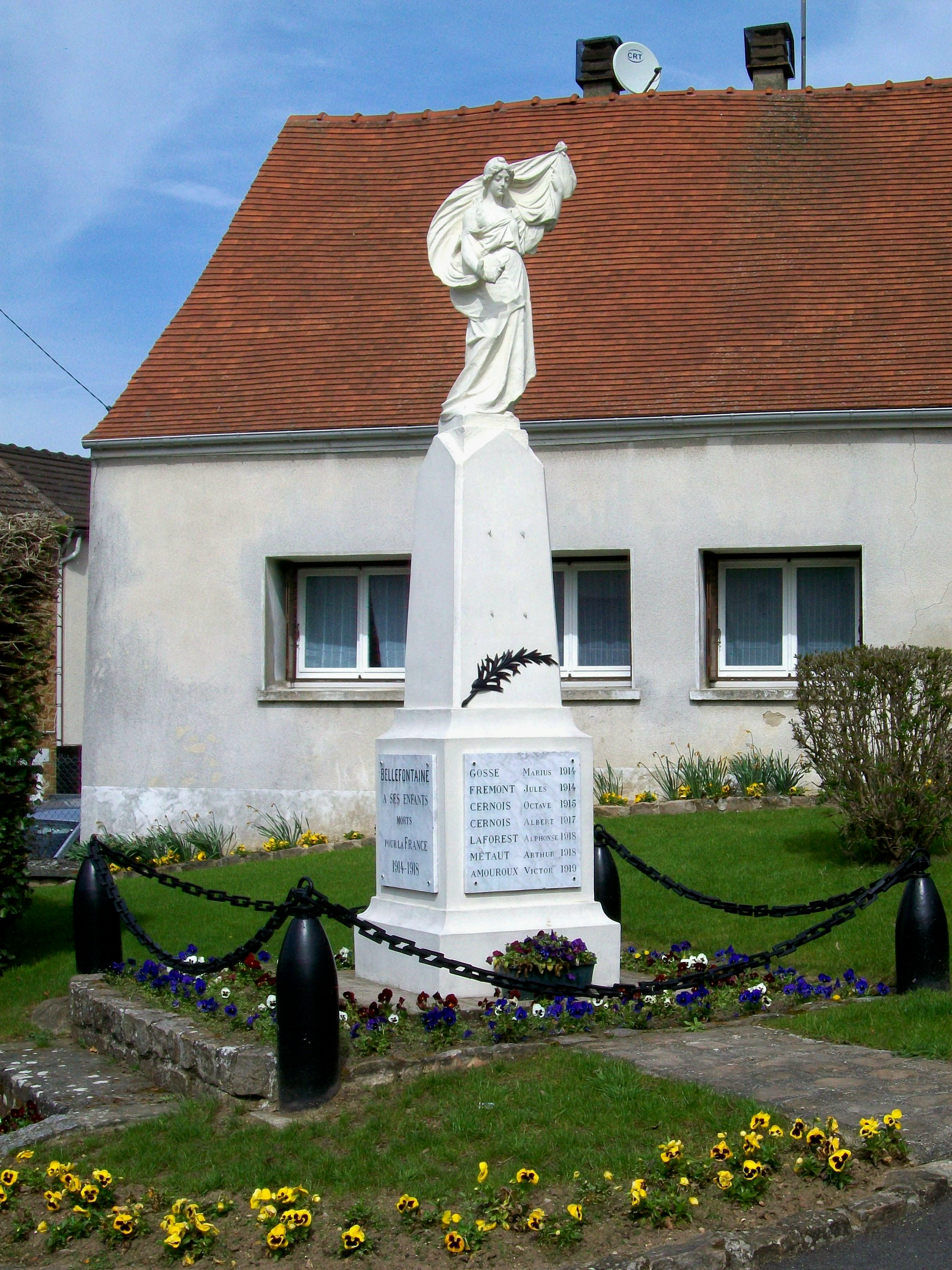
Le monument aux morts, au centre du village.
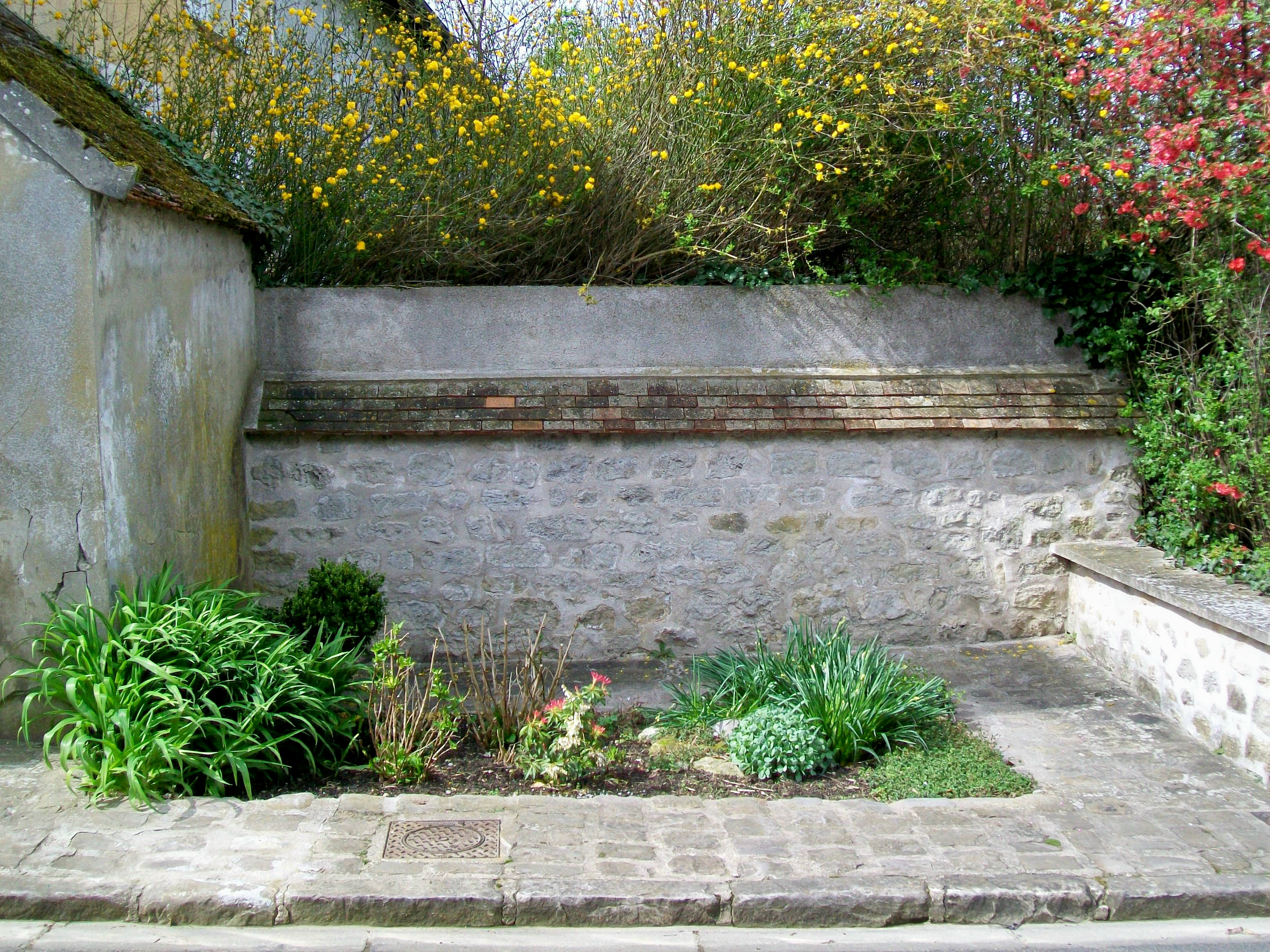
Ancien lavoir, rue des Sablons.

- Le lavoir, au bout d'une sente partant en direction de l'ouest depuis le carrefour RD 922 / rue des Sablons

Le bassin en pierre est protégé par un toit à deux versants en charpente, appuyé sur quatre poutres aux angles et couvert de tuile plate. Le sol autour du bassin est pavé. Des photos des années 1990 montrent encore des cloisons en bois munis de fenêtres vers le sud et vers l'ouest ; ils ont été retirés lors de la restauration du lavoir quelque temps après. Sur le pignon nord couvert de lattes, subsiste le panneau en bois portant l'inscription suivante : « Il est expressément défendu sous peine D'AMENDE de déposer du linge sur le banc de la fontaine à boire ni de laver une chose susceptible de troubler l'eau ». En effet, le lavoir est alimenté par une source dont l'eau était donc également destinée à la consommation des habitants ; en lieu et place de cette « fontaine à boire » se trouve aujourd'hui une pompe en fonte. La source est toujours suffisamment abondante pour former un petit ruisseau qui s'écoule vers l'Ysieux.
- La borne d'arpentage, rue des Sablons, à l'angle avec l'allée de la prairie, près du pont sur l'Ysieux

Cette borne, haute de plus d'un mètre, porte une petite croix en fer forgé, et une autre croix est gravée dans la pierre au sommet de la borne. Elle porte une petite plaque métallique avec l'inscription suivante : « Bornage de Bellefontaine - 8 avril 1850 - N. Hurier ». Ce dernier fut donc un arpenteur ayant identifié les limites des différentes propriétés pour permettre leur matérialisation par des bornes. Étant donné que les cadastres existaient déjà, des conflits ont dû survenir à Bellefontaine pour motiver ce bornage, et la pose de la borne commémorative illustre l'importance que cette opération devait avoir pour les habitants d'alors.
- La fontaine de Bellefontaine, au bout de la rue de la Source, à droite en contrebas

Il faut descendre quelques marches sur le talus de la route pour y accéder. C'est une source captée aménagée en fontaine publique, où il fallait puiser l'eau directement dans le petit bassin que protège une voûte en pierre brute. Tout comme pour le lavoir, des photos relativement récentes montrent que la fontaine a changé d'aspect depuis sa restauration. Ainsi, l'escalier, le mur de soutènement à droite et le muret devant l'ouverture de la voûte ont été ajoutés lors de cette dernière, et la voûte a reçu une façade en pierre de taille.
- Le menhir dit la Pierre Longue

Sur le versant sud de la vallée de l'Ysieux, à la lisière est du bois privé « Bois Forest » : le menhir date du Néolithique. Aucun chemin public ne s'approche du menhir ; le « Bois Forest » est interdit d'accès.
- Polissoir de la Pierre-Saint-Martin

Situé dans le Bois-à-l'Anglais, ce polissoir formé d'une dalle (3,50 m de longueur sur 2,30 m de largeur et 0,50 m de hauteur) de forme triangulaire brisée en deux parties comporte douze rainures de 20 cm à 60 cm.

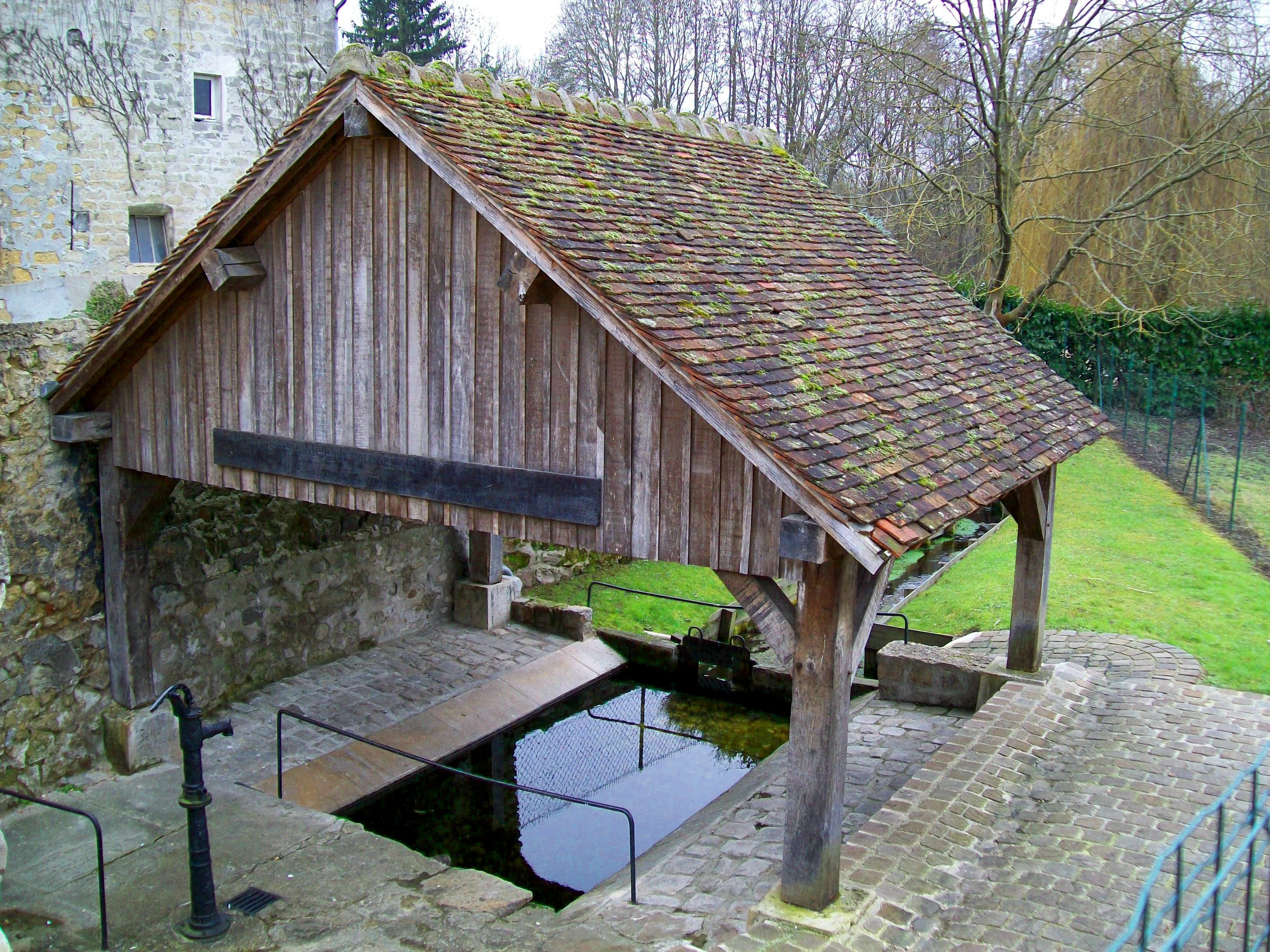
Le lavoir de Bellefontaine au centre du village.
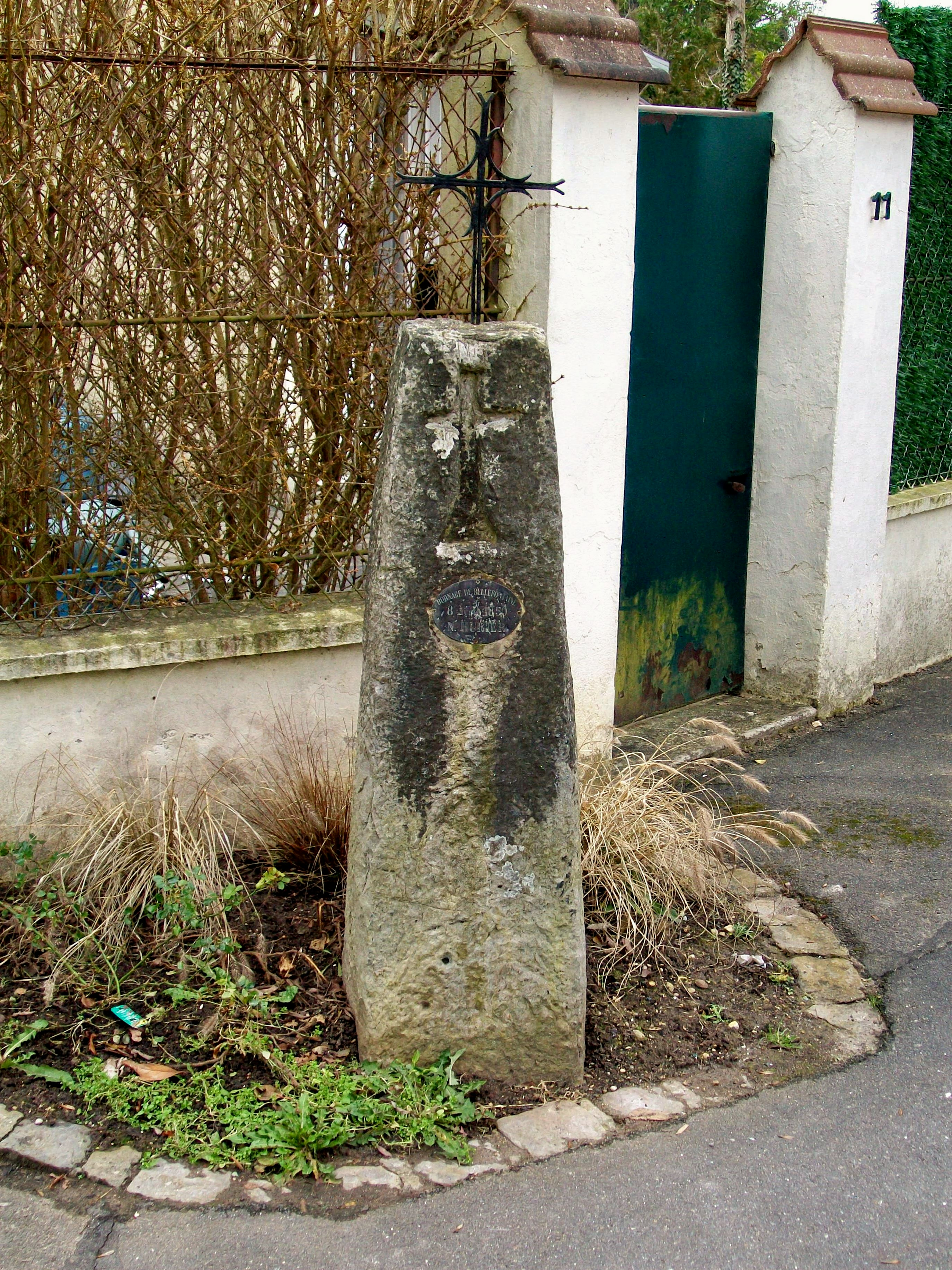
La borne d'arpentage de 1850.
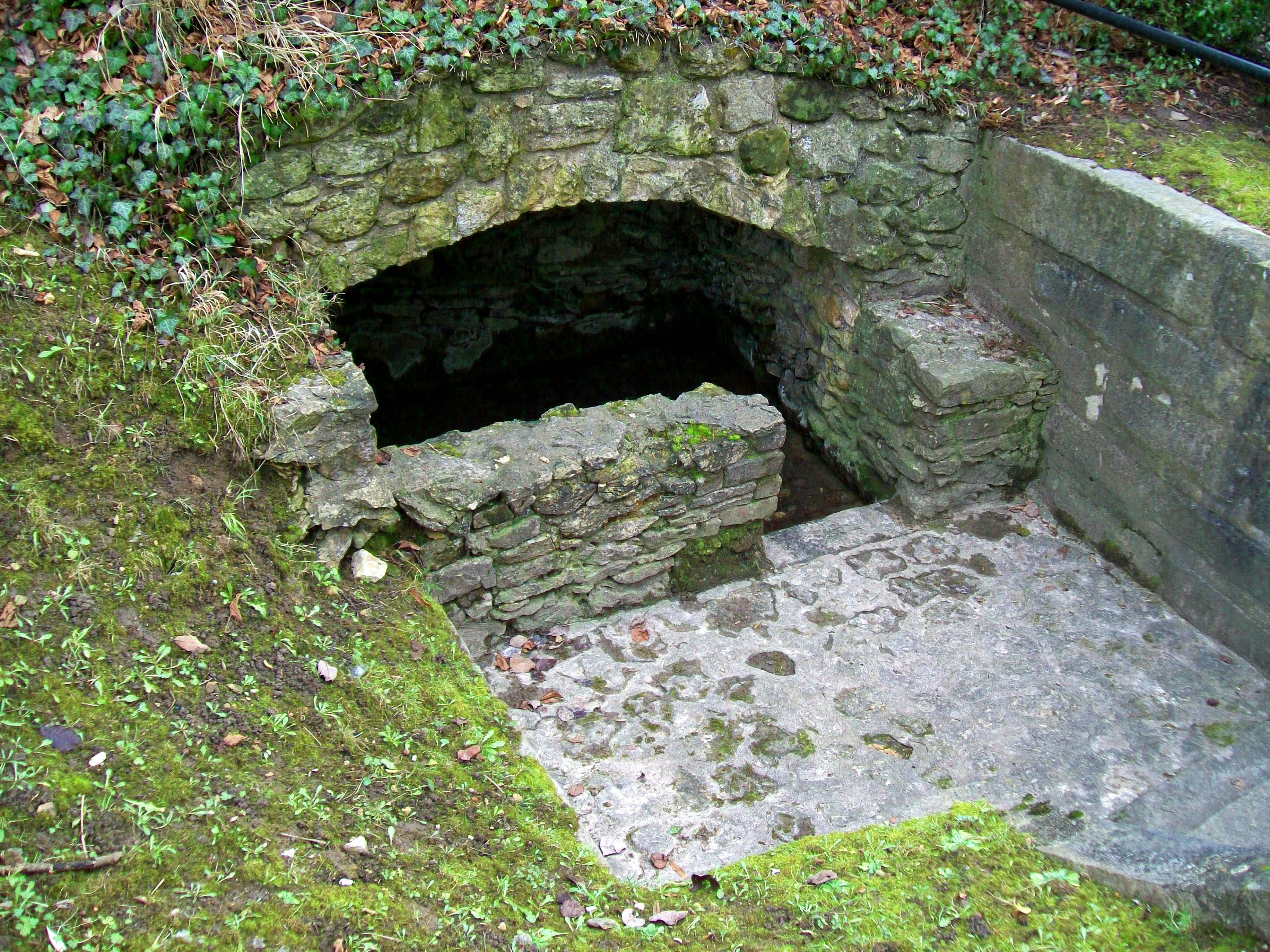
La fontaine de la rue de la Source.
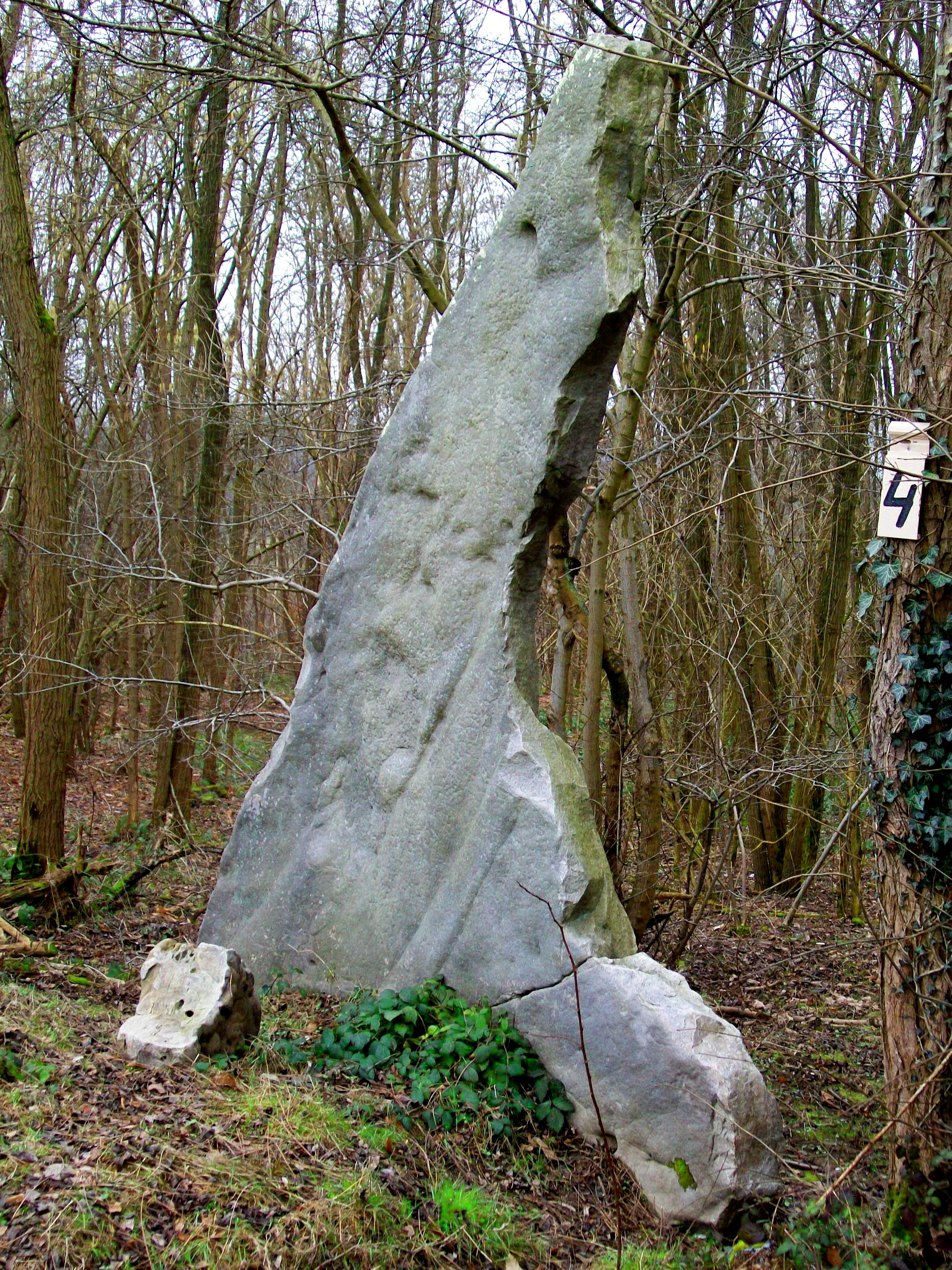
Le menhir dit « la Pierre Longue ».
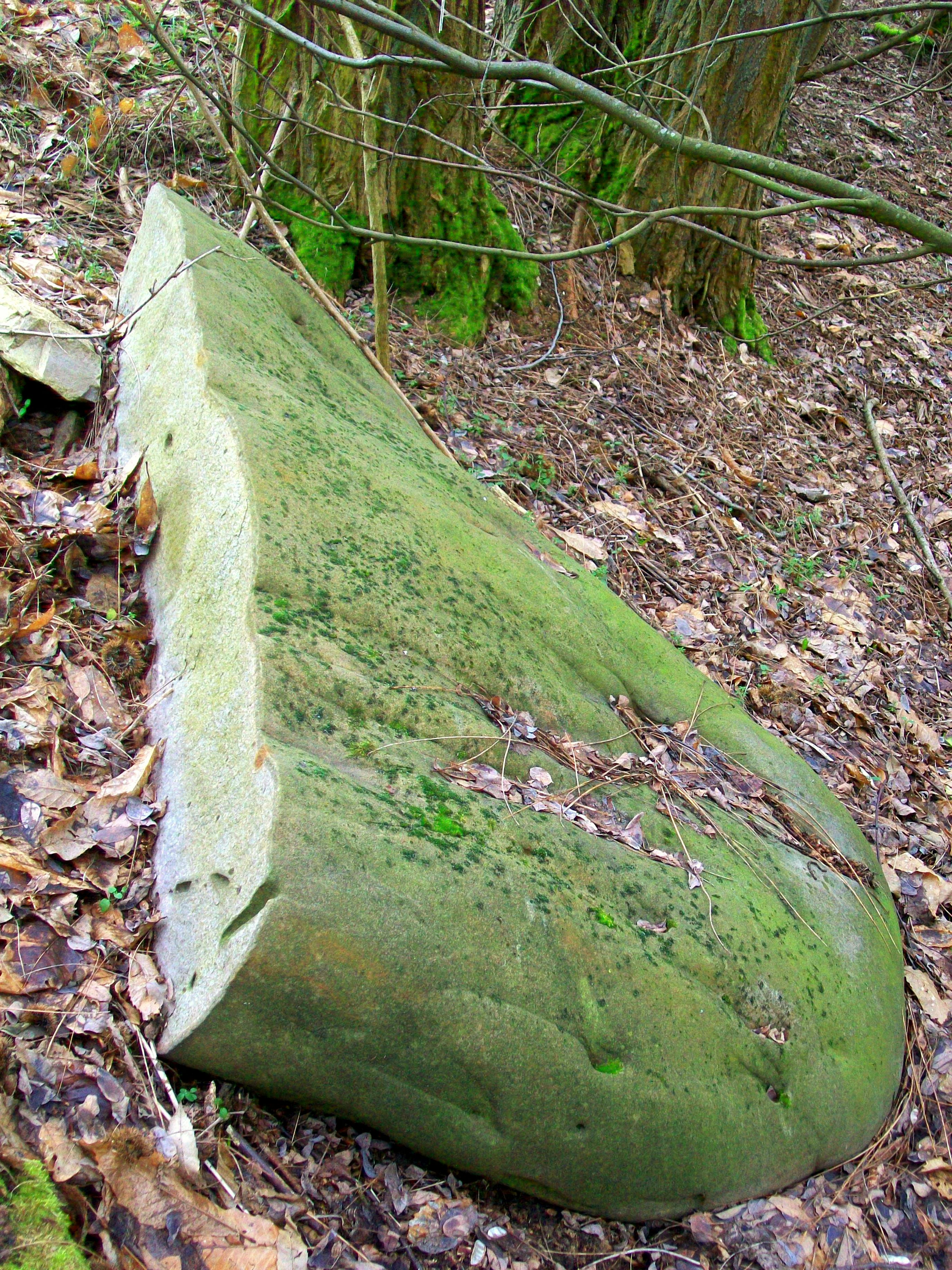
Bloc de roche qui s'est détachée du menhir.
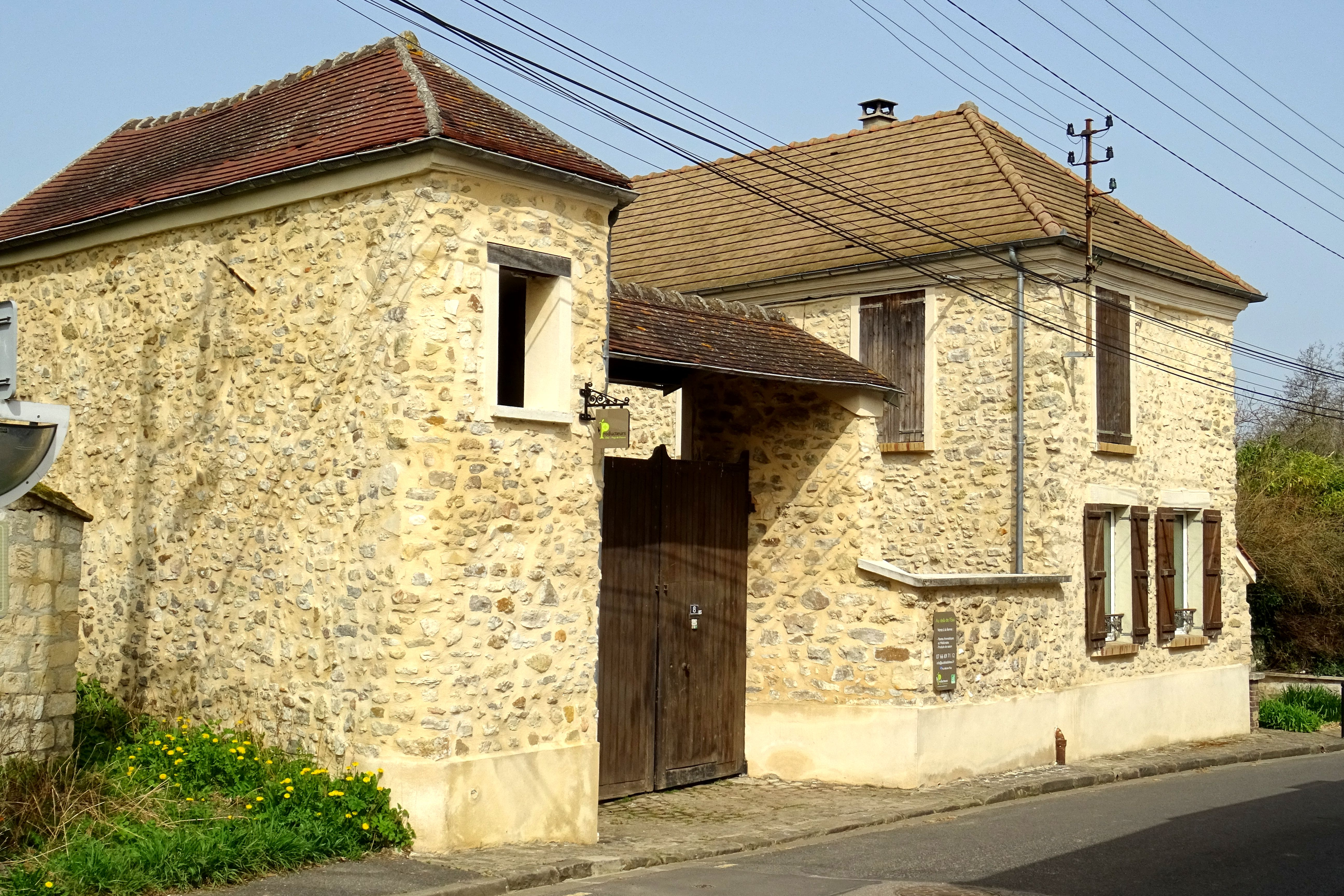
Ferme, rue des Sablons.

### Personnalités liées à la commune
- Joseph Pierre François-Xavier Foullon de Doué (1750-1828), maître des requêtes et intendant, y est mort.

### Héraldique
| Blason de Bellefontaine | Blason  | Taillé : au 1) d'orangé à trois épis de blés empoignés d'argent, celui de senestre recourbé vers la pointe, au 2) d'azur à deux poissons contournés, ployés en pal et s'égouttant d'argent, rangés en barre, celui de la pointe brochant sur l'autre. |
| Blason de Bellefontaine | Détails | Le statut officiel du blason reste à déterminer. |